# Consolation (album)
Consolation je čtvrté studiové album japonské pěvecké skupiny Kalafina. Bylo vydáno 20. března 2013 vydavatelstvím Sony Music Japan. K dispozici bylo ve třech edicích; standardní edice obsahovala pouze CD, limitovaná edice A obsahovala navíc DVD s videoklipem a záznamem z akce AnimagiC konané v roce 2012 v Německu a limitovaná edice B obsahovala stejný bonusový materiál na Blu-ray.

## Seznam skladeb
Hudbu složil(i) Juki Kadžiura. 
| Disk 1 (CD)    | Disk 1 (CD)                                                                                               | Disk 1 (CD) |
| Pořadí         | Název | Délka       |
| -------------- | --- | ----------- |
| 1.             | al fine                                                                                                   | 1:47        |
| 2.             | Consolation                                                                                               | 5:11        |
| 3.             | moonfesta                                                                                                 | 4:27        |
| 4.             | Door | 5:27        |
| 5.             | Mirai 未来 (Ústřední melodie filmu Gekidžóban mahó šódžo Madoka Magika: Hadžimari no monogatari)          | 4:33        |
| 6.             | Hanataba (花束)                                                                                           | 4:49        |
| 7.             | Signal | 4:56        |
| 8.             | Obbligato                                                                                                 | 6:12        |
| 9.             | Kiičigo no šigemi ni                                                                                      | 3:15        |
| 10.            | Manten (満天) (Závěrečná znělka 2. řady anime Fate/Zero)                                                  | 5:12        |
| 11.            | to the beginning (Závěrečná znělka 2. řady anime Fate/Zero)                                               | 4:16        |
| 12.            | Hikari furu (ひかりふる) (Závěrečná znělka filmu Gekidžóban mahó šódžo Madoka Magika: Eien no monogatari) | 4:53        |
| 13.            | Jume no daiči (夢の大地) (Závěrečná znělka seriálu Rekiši hiwa historia)                                  | 4:01        |
| Celková délka: | Celková délka:                                                                                            | 58:59       |

| Disk 2 (DVD/Blu-Ray, pouze limitovaná edice) | Disk 2 (DVD/Blu-Ray, pouze limitovaná edice)                             | Disk 2 (DVD/Blu-Ray, pouze limitovaná edice) |
| Pořadí                                       | Název                                                                    | Délka                                        |
| -------------------------------------------- | ------------------------------------------------------------------------ | -------------------------------------------- |
| 1.                                           | Jume no daiči (夢の大地)                                                 |                                              |
| 2.                                           | Dokumentární záběry z AnimagiC, Německo (AnimagiCドイツドキュメント映像) |                                              |

## Hudební žebříčky
| Hudební žebříček            | Nejvyšší umístění | Prodeje    | Týdnů v žebříčku |
| --------------------------- | ----------------- | ---------- | ---------------- |
| Týdenní žebříček alb Oricon | 3                 | Chybí data | 15               |